# أحمد راشد (لاعب كرة قدم مواليد 1997)
أحمد راشد  (مواليد 19 يناير 1997) هو لاعب كرة قدم إماراتي. يلعب حاليًا لصالح [[[نادي يونايتد (دبي)|نادي يونايتد]] الإماراتي.

## مسيرة اللاعب
لعب في نادي الوحدة ونادي النصر ونادي يونايتد الإماراتي.

## وصلات خارجية
- أحمد راشد على موقع قاعدة بيانات كرة القدم.إي يو (الإنجليزية)
- أحمد راشد على موقع قاعدة بيانات كرة القدم.إي يو (الإنجليزية)
- أحمد راشد على موقع Soccerway.com (الإنجليزية)